# Sonet odwrócony
Sonet odwrócony – sonet rozpoczynający się tercetami, a kończący się kwartynami.
Sonet odwrócony napisał kolumbijski poeta Ricardo Carrasquilla.
Musa, al revés hagamos un soneto:
es decir, comencemos la tarea
por escribir el último terceto.

Es preciso buscar alguna idea;
pero debo advertirte acá, en secreto,
que ni de fe ni de esperanza sea.

La esperanza y la fe no están de moda;
la misma caridad es anticuada;
los sagrados derechos de la nada
solo los niega ya la gente goda.

Hoy ninguna maldad al hombre enloda,
y los nietos del mono y la monada
solo saben el “sé que no sé nada”,
y fundan en dudar la ciencia toda.
Odwrócony sonet angielski szekspirowski napisał angielski poeta pokolenia pierwszej wojny światowej, Rupert Brooke.
Hand trembling towards hand; the amazing lights
Of heart and eye. They stood on supreme heights.

Ah, the delirious weeks of honeymoon!
Soon they returned, and, after strange adventures,
Settled at Balham by the end of June.
Their money was in Can. Pacs. B. Debentures,
And in Antofagastas. Still he went
Cityward daily; still she did abide
At home. And both were really quite content
With work and social pleasures. Then they died.
They left three children (besides George, who drank):
The eldest Jane, who married Mr Bell,
William, the head-clerk in the County Bank,
And Henry, a stock-broker, doing well.
Sonetem odwróconym jest też utwór Paul Verlaine'a Résignation z tomu Poèmes saturniens.